# High Holborn
High Holborn – ulica w centralnym Londynie (Anglia) w dzielnicy Holborn. Rozpoczyna się w pobliżu skrzyżowania St Giles Circus i biegnie na wschód mijając Kingsway i Southampton Row. Na skrzyżowaniu z Gray's Inn Road nazwa ulicy zmienia się na Holborn.
Najbliższymi stacjami metra są: Tottenham Court Road, Holborn i Chancery Lane. Wszystkie obsługują Central Line znajdującą się pod High Holborn.